# 神尾卓志
神尾 卓志（かみお たかし、1983年2月5日 - ）は、日本のラグビー選手。

## プロフィール
- 埼玉県深谷市出身。
- ポジションはスクラムハーフ(SH)。
- 身長 168cm、体重 73kg
- ニックネームはカミ[1]。
- 7人制日本代表に選ばれたことがある[2]。

## 略歴
ラグビーを小学校から始めた。
2001年、埼工大深谷高校卒業後、埼玉工業大学に入学する。
2005年、埼玉工業大学卒業後、セコムラガッツに加入。
2007年11月11日に行われたトップイーストリーグ11第1節の清水建設ブルーシャークス戦に途中出場で公式戦初出場を果たす。
2009年、リコーブラックラムズに加入。